# Box office

Box Office (în engleză  scris și box office) se traduce în românește prin „rețeta de casă” a unui spectacol public: proiecția unui film, piesă de teatru, circ, competiție sportivă etc. 
Rețeta de casă reprezintă două capitole importante pentru difuzorii de spectacole:
- Box office este totalul încasărilor realizate cu genul de spectacol prezentat (film, piesă de teatru, circ, meciuri) la sfârșitul difuzării; se contabilizează tot și, în funcție de investiția făcută și de totalul încasărilor și cheltuielilor pentru organizare și difuzare, se stabilește profitul.
- Box office mai este și un criteriu de ierarhizare a realizatorilor, actorilor, sportivilor și a tuturor celor care au contribuit la producția spectacolului, prin care onorariile cuvenite acestora sunt stabilite ca urmare a încasărilor realizate. În situația filmelor, box office servește la orientarea prețului lor de achiziție pe piața internațională.